# Богданович Анатолій Васильович
Богдано́вич Анатолій Васильович 16(28) серпня. 1888, м. Слобода-Дисна Полоцького округу, нині с. Луначарське Вітебської області, Білорусь — 2 серпня 1969, Херсон) — мовознавець, славіст, педагог.

## Біографія
Народився в сім’ї священика. Закінчив Вітебську духовну семінарію (1909), історико-філологічний факультет Варшавського університету (1913). У 1947 захистив кандидатську дисертацію “Безличные предложения в современном русском языке”. 1913—1914 — викладав у чоловічій гімназії м. Режиця Вітебської губернії (нині м. Резекне, Латвія), 1914—1918 — служив у російській армії, 1918—1926 — викладав у гімназіях, школах і технікумах м. Вітебськ. Від 1926 — доцент кафедри білоруської мови Білоруського університету (Мінськ), секретар Орфографічної комісії, а потім Комісії білоруської літературної мови в Інституті білоруської культури (Інбелькульт), викладав у Білоруському вищому педагогічному інституті (згодом Мінський педагогічний інститут), Комуністичному університеті Білорусі; викладав філологічні дисципліни в Астраханському (1934—1935), Магнітогорському (1935—1937) педагогічних інститутах. 1937—1952 — у Краснодарському педагогічному інституті: від 1947 — доцент, 1950—1951 — виконувач обов’язків завідувача кафедри російської мови. Від 1952 — завідувач кафедри російської мови Херсонського педагогічного інституту. 
Богданович — автор низки навчальних, методичних і теоретичних робіт з білоруського мовознавства. Досліджував історію розвитку білоруської мови, фонетику, морфологію, синтаксис і правопис білоруської літературної мови. Низка питань, які порушував Богданович, актуальні й для сучасної славістики. Від кінця 30-х рр. досліджував переважно російську мову. Богданович ставив питання про необхідність уточнення поняття “речення”. Доводив історичну основу особових займенників трьох східнослов’янських народів, обґрунтував твердження, що утворення особових займенників 1-ї і 2-ї особи в усіх східнослов’янських мовах — спільний процес далекої історичної доби, чим і пояснюються незначні діалектні відмінності між ними в наш час.

## Праці
- Беларуская мова: Падручнік для тэхнікумаў і самаадукацыі. Мінск, 1927;
- Общая историческая основа личных местоимений в родственных русском, украинском и белорусском языках // Наук. зап. Херсон. пед. ін-ту. 1955. Вип. 5;
- Об улучшении преподавания языка в школе. Х., 1956;
- Предложение как основная синтаксическая единица // Ежегодник науч. работ. 1960. Гуманитар. науки. Херсон. пед. ин-т. 1961.